# Carlo Pittaluga
Carlo Pittaluga (fl. XX secolo) è stato un calciatore italiano, di ruolo difensore.

## Carriera
Esordì con la maglia dell'Associazione del Calcio Ligure in Prima Categoria 1914-1915, fusione fatta dall'Enotria e Italo.
Dopo la prima guerra mondiale giocò con la maglia della Sampierdarenese che assorbe l'AC Ligure e cambia denominazione in Associazione Calcio Sampierdarenese.
Con la Rivarolese disputa 20 gare nel campionato di Prima Divisione 1922-1923.
Chiude la carriera giocando per la Corniglianese.